# Oorlogen en veldslagen uit Star Wars
Dit artikel bevat een overzicht van de belangrijkste oorlogen en veldslagen uit het Star Warsuniversum. De oorlogen staan in chronologische volgorde.

## Conflicten in de oude Republiek
- Naamloos conflict tussen de oude republiek en Honorable Union of Desevro & Tion 24.000 BBY: Conflict in de oude republiek tussen de Honorable Union of Desevro & Tion en de republiek.
- Honderd jaren duisternis 7003 - 6900 BBY: In 7.003 BBY ontdekte een groep afvallige Jedi een techniek waarmee levensvormen aangepast konden worden. Dit leidde tot de honderd-jaren Duisternis. Uiteindelijk wisten de Jedi in 6.900 BBY de afvalligen te verslaan en te verbannen uit de bekende regionen.
- Great Hyperspace War 5000 BBY: Conflict in de oude republiek tussen de Sith en de republiek.
- Great Droid Revolution 4015 BBY: Conflict in de oude republiek tussen enkele Opstandige droids onder leiding van HK-01 en de republiek.
- Great Sith War 4000 - 3996 BBY: Conflict in de oude republiek tussen de Sith en de republiek, onderdeel van de Old Sith wars.
- Mandalorian Oorlogen 3976 - 3968 BBY: Conflict in de oude republiek tussen de Mandalorians en de republiek.
- Jedi Civil War 3959 - 3956 BBY: Conflict tussen de Sith en de Jedi ontstaan na dat Revan en Malak door de Sith de eerste Sith lords waren geworden.
- Dark War 3955 - 3951 BBY: Poging van de republiek de verzwakte Sith voor goed op te ruimen de Sith herstelde zich echter, maar werden uiteindelijk verslagen met de dood van Darth Nihilius, Darth Sion en Darth Traya.
- Great Galactic War 3681 - 3653 BBY: Breekt uit als de Sith onverwachts terugkeren, chaotische oorlog die eindigt met de overwinning van de Sith (hoewel de gevechten na het bestand gewoon doorgingen).

Er volgen een paar eeuwen van relatieve rust hierin trek de republiek weer bij van de oorlog.
- New Sith wars 2000 - 1000 BBY: Breekt uit als de Sith onverwachts terugkeren, Sith veroveren grote delen van het sterrenstelsel, in 1000 BBY lukte het de republiek eindelijk het Sith Empire definitief te verslaan bij Ruusan, Een overlever, Darth Bane, installeerde de Rule of Two om ervoor te zorgen dat de Sith in het geheim konden blijven bestaan.
- Stark Hyperspace war ?-? BBY :

## Blokkade van Naboo
De Handelsfederatie blokkeerde de planeet Naboo vanwege een handelsruzie.
32 jaar voor slag om Yavin: 
Slag om Naboo
Deelnemers: Handelsfederatie & Sith vs. Naboo &  Jedi: Naboo wint.

## Kloonoorlogen
De Kloonoorlogen zijn de mythologische oorlogen waarin de jedi moesten vechten voor hun bestaan bijgestaan door een enorm kloonleger.
22 jaar voor slag om Yavin: 
- Slag om Geonosis

Deelnemers: Confederatie van Onafhankelijke Stelsels vs. Galactische Republiek: Republiek wint.
- Slag om Kamino

Deelnemers: CIS vs. Republiek, Republiek wint.
19 jaar voor slag om Yavin: 
- Slag om Coruscant

Deelnemers: CIS vs. Republiek, Republiek wint.
Tijdens onderstaande veldslagen geeft Palpatine Bevel 66 uit te voeren. Dan verandert de Republiek in een Galactisch Keizerrijk. Daarom wordt er gesproken van een republikeinse/keizerlijke overwinning.
- Slag om Utapau

Deelnemers: CIS vs. Republiek, Republiek/Keizerrijk wint.
- Slag om Kashyyyk

Deelnemers: CIS vs. Republiek: Republiek/Keizerrijk wint.
- Slag om Mygeeto

Deelnemers: CIS vs. Republiek. Republiek/Keizerrijk wint.
- Slag om Felucia

Deelnemers: CIS vs. Republiek. Republiek/Keizerrijk wint.

## Galactische Burgeroorlog
De Galactische Burgeroorlog is een oorlog tussen de Rebellenalliantie en het Galactisch Keizerrijk na Bevel 66, waarna keizer Palpatine een New Order instelt.
1 jaar voor slag om Yavin: 
- Slag om Scariff

Deelnemers: Rebellenalliantie vs. Galactische Keizerrijk. Rebellen moeten zich terugtrekken, maar stelen de geheime plannen van de Death Star.
0 jaar na de slag om Yavin:
- Slag om Yavin

Deelnemers: Rebellenalliantie vs. Galactische Keizerrijk. Rebellen winnen (net).
3 jaar na de slag om Yavin:
- Slag om Hoth

Deelnemers: Rebellenalliantie vs. Galactische Keizerrijk, Keizerrijk wint.
4 jaar na de slag om Yavin:
- Slag om de Grote Put van Carcoon

Deelnemers: Rijk van Jabba de Hutt (inc. Boba Fett) vs. Luke Skywalker, Leia Organa, Han Solo, Chewbacca en Lando Calrissian. Rebellen winnen.
- Slag om Endor

Deelnemers: Rebellenalliantie vs. Galactische Keizerrijk, rebellen winnen en blazen de Second Death Star op.
5 jaar na de slag om Yavin:
- Slag om Jakku

Deelnemers: Rebellenalliantie vs. Galactische Keizerrijk, Na veel verlies aan beide kanten gelijkspel.
De slag om Jakku eindigt in een compromis (de Galactic Concordance) tussen het  Galactische Keizerrijk en de Rebellenalliantie (nu de Nieuwe Republiek), waarbij de overgebleven keizerlijke loyalisten worden verbannen naar de onbekende regionen. De keizerlijke loyalisten verenigen zichzelf als de First Order, uit de as van het Galactische Keizerrijk. Een afsplitsing van de Nieuwe Republiek, de Resistance (onder leiding van Leia Organa) houdt de First Order in de gaten.

## Aanval van de First Order
Vanuit de onbekende regionen komt de First Order, nu sterker dan ooit, de Nieuwe Republiek binnenvallen. De Resistance gaat met hen de strijd aan, nadat het nieuwe superwapen van de First Order, de planetendoder Starkiller Base, het Capitool en de vloot van de Nieuwe Republiek in één keer vernietigd.
- Slag om Takodana

Deelnemers: Resistance vs. First Order, het verzet wint, Kylo Ren trekt zich echter wel terug met Rey en de kaart naar Luke Skywalker
- Slag om Starkiller Base

Deelnemers: Resistance vs. First Order, het verzet wint. Starkiller Base implodeert tot een nieuwe ster.

## Conflicten in Star Wars Legends
- Yuuzhang Vong war 25 - 29 ABY : invasie van de Yuuzhang Vong.

## Bron
- Galactic Republic op Yodapedia - Origineel artikel, leest tevens makkelijk als tijdlijn